# Église Saint-François-d'Assise de Beauregard
Pour les articles homonymes, voir Église Saint-François-d'Assise.
L'église Saint-François-d'Assise est une église située à Beauregard, en France.

## Présentation
L'église est située dans le département français de l'Ain, sur la commune de Beauregard. L'édifice est inscrit au titre des monuments historiques en 1996.